# Lijst van WWE Women's Champions
Het WWE Women's Championship was een professioneel worstelkampioenschap voor vrouwen (diva's). Deze titel werd verdedigd in de World Wrestling Entertainment op de WWE Raw en WWE SmackDown show. Dit is een lijst met de vrouwen die WWF/WWE Women's Champion zijn geweest, genoemd bij hun ring naam.
| Naam titels                    | Jaren       |
| ------------------------------ | ----------- |
| NWA World Women's Championship | 1956 – 1983 |
| WWF Women's Championship       | 1983 – 2002 |
| WWE Women's Championship       | 2002 – 2010 |

## Titelgeschiedenis
| Nr.                            | Worstelaar                  | #                | Datum             | Stad                | Aantekeningen |
| ------------------------------ | --------------------------- | ---------------- | ----------------- | ------------------- | --- |
| NWA World Women's Championship |                             |                  |                   |                     | |
| 1                              | The Fabulous Moolah         | 1                | 18 september 1956 | Baltimore           | Het NWA Women's Championship werd door Moolah aan de World Wrestling Federation verkocht. WWF erkent deze titel-veranderingen tussen 1956 en 1983 niet. |
| WWF Women's Championship       |                             |                  |                   |                     | |
| 2                              | Wendi Richter               | 1                | 23 juli 1984      | New York            | The Brawl to End it All |
| 3                              | Leilani Kai                 | 1                | 18 februari 1985  | New York            | |
| 4                              | Wendi Richter               | 2                | 31 maart 1985     | New York            | WrestleMania |
| 5                              | The Fabulous Moolah         | 2                | 25 november 1985  | New York            | |
| 6                              | Velvet McIntyre             | 1                | 3 juli 1986       | Brisbane, Australië | |
| 7                              | The Fabulous Moolah         | 3                | 9 juli 1986       | Sydney, Australië   | |
| 8                              | "Sensational" Sherri Martel | 1                | 24 juli 1987      | Houston             | |
| 9                              | "Rockin" Robin              | 1                | 7 oktober 1988    | Parijs, Frankrijk   | "Rockin" Robin werd de titel afgenomen in 1990 toen de titel onactief werd gemaakt door de WWF.                                                         |
| 10                             | Alundra Blayze              | 1                | 13 december 1993  | Poughkeepsie        | Versloeg Heidi Lee Morgan in een toernooi finale. |
| 11                             | Bull Nakano                 | 1                | 27 november 1994  | Tokio, Japan        | Big Egg Dome |
| 12                             | Alundra Blayze              | 2                | 3 april 1995      | Poughkeepsie        | Monday Night Raw |
| 13                             | Bertha Faye                 | 1                | 27 augustus 1995  | Pittsburgh          | SummerSlam |
| 14                             | Alundra Blayze              | 3                | 23 oktober 1995   | Brandon             | De WWF deactiveerde de titel in 1996 toen Alundra Blayze ontslagen werd en naar de WCW ging.                                                            |
| 15                             | Jacqueline                  | 1                | 15 september 1998 | Sacramento          | |
| 16                             | Sable                       | 1                | 15 november 1998  | Saint Louis         | Survivor Series |
| 17                             | Debra                       | 1                | 10 mei 1999       | Orlando             | Er werd aan Debra verteld dat ze 30 dagen had om haar titel te verdedigen.                                                                              |
| 18                             | Ivory                       | 1                | 8 juni 1999       | Worcester           | Debra verloor door inmenging van Nicole Bass |
| 19                             | The Fabulous Moolah         | 4                | 17 oktober 1999   | Cleveland           | No Mercy |
| 20                             | Ivory                       | 2                | 25 oktober 1999   | Providence          | |
| 21                             | Miss Kitty                  | 1                | 12 december 1999  | Sunrise             | Avondjurk wedstrijd in Armageddon |
| 22                             | Hervina                     | 1                | 31 januari 2000   | Pittsburgh          | |
| 23                             | Jacqueline                  | 2                | 1 februari 2000   | Detroit             | Friday Night SmackDown! |
| 24                             | Stephanie McMahon           | 1                | 28 maart 2000     | San Antonio         | |
| 25                             | Lita                        | 1                | 21 augustus 2000  | Lafayette           | |
| 26                             | Ivory                       | 3                | 31 oktober 2000   | Rochester           | Fatal Four-Way match |
| 27                             | Chyna                       | 1                | 1 april 2001      | Houston             | Chyna stelde de titel beschikbaar toen de wegen van haar en de WWF zich scheidden na een contract conflict.                                             |
| 28                             | Trish Stratus               | 1                | 18 november 2001  | Greensboro          | Dit was een Six Way match in Survivor Series |
| 29                             | Jazz                        | 1                | 4 februari 2002   | Las Vegas           | |
| WWE Women's Championship       |                             |                  |                   |                     | |
| 30                             | Trish Stratus               | 2                | 13 mei 2002       | Toronto, Canada     | Gemengde tag team match |
| 31                             | Molly Holly                 | 1                | 23 juni 2002      | Columbus            | King of the Ring |
| 32                             | Trish Stratus               | 3                | 22 september 2002 | Los Angeles         | Unforgiven |
| 33                             | Victoria                    | 1                | 17 november 2002  | New York            | Dit was een Hardcore match in Survivor Series |
| 34                             | Trish Stratus               | 4                | 30 maart 2003     | Seattle             | Dit was een Triple Threat match in WrestleMania XIX |
| 35                             | Jazz                        | 2                | 27 april 2003     | Worcester           | Backlash |
| 36                             | Gail Kim                    | 1                | 30 juni 2003      | Buffalo             | 7-vrouwen Battle Royal |
| 37                             | Molly Holly                 | 2                | 28 juli 2003      | Colorado Springs    | |
| 38                             | Victoria                    | 2                | 23 februari 2004  | Omaha               | Dit was een fatal four-way elimination match |
| 39                             | Trish Stratus               | 5                | 13 juni 2004      | Columbus            | Dit was een Fatal Four Way match in Bad Blood |
| 40                             | Lita                        | 2                | 6 december 2004   | Charlotte           | |
| 41                             | Trish Stratus               | 6                | 9 januari 2005    | San Juan            | New Year's Revolution |
| 42                             | Mickie James                | 1                | 2 april 2006      | Chicago             | WrestleMania 22 |
| 43                             | Lita                        | 3                | 14 augustus 2006  | Charlottesville     | |
| 44                             | Trish Stratus               | 7                | 17 september 2006 | Toronto             | Unforgiven |
| 45                             | Lita                        | 4                | 5 november 2006   | Cincinnati          | Dit was een Lumberjill match in Cyber Sunday |
| 46                             | Mickie James                | 2                | 26 november 2006  | Philadelphia        | Survivor Series |
| 47                             | Melina                      | 1                | 19 februari 2007  | Bakersfield         | |
| 48                             | Mickie James                | 3                | 24 april 2007     | Parijs              | |
| 49                             | Melina                      | 2                | 24 april 2007     | Parijs              | |
| 50                             | Candice Michelle            | 1                | 24 juni 2007      | Houston             | Vengeance: Night of Champions |
| 51                             | Beth Phoenix                | 1                | 7 oktober 2007    | Rosemont            | No Mercy |
| 52                             | Mickie James                | 4                | 14 april 2008     | Londen              | |
| 53                             | Beth Phoenix                | 2                | 17 augustus 2008  | Indianapolis        | SummerSlam |
| 54                             | Melina                      | 3                | 25 januari 2009   | Detroit             | SummerSlam |
| 55                             | Michelle McCool             | 1                | 28 juni 2009      | Sacramento          | Michelle McCool won van Melina op The Bash |
| 56                             | Mickie James                | 5                | 31 januari 2010   | Atlanta             | Mickie James won van Michelle McCool op Royal Rumble |
| 57                             | Michelle McCool             | 2                | 26 februari 2010  | Milwaukee           | Michelle McCool won van Mickie James op SmackDown en Vickie Guerrero was scheidsrechter                                                                 |
| 58                             | Beth Phoenix                | 3                | 26 april 2010     | Baltimore           | Beth Phoenix won van Michelle McCool op Extreme Rules in een Extreme Makeover Match                                                                     |
| 59                             | Layla                       | 1                | 11 mei 2010       | Buffalo             | Layla pinde Beth Phoenix in een 2-1 Handicap match met Michelle McCool op SmackDown.                                                                    |
| Titel opgeborgen               | Titel opgeborgen            | Titel opgeborgen | 19 september 2010 | Rosemont            | Michelle McCool won de Divas en Women's Championship unificatie tot WWE Unified Divas Championship Lumberjill match op Night of Champions.              |

## Langst regerende titelhouders
| Rank | Worstelaarster             | # | Aantal dagen kampioen |
| ---- | -------------------------- | - | --------------------- |
| 1    | The Fabulous Moolah        | 4 | 10778                 |
| 2    | Trish Stratus              | 7 | 828                   |
| 3    | Alundra Blayze             | 3 | 538                   |
| 4    | Rockin' Robin              | 1 | 451                   |
| 5    | Wendi Richter              | 2 | 449                   |
| 6    | Sherri Martel              | 1 | 441                   |
| 7    | Beth Phoenix               | 3 | 367                   |
| 8    | Mickie James               | 5 | 367                   |
| 9    | Ivory                      | 3 | 331                   |
| 10   | Molly Holly                | 2 | 301                   |
| 11   | Melina                     | 3 | 279                   |
| 12   | Michelle McCool            | 2 | 278                   |
| 13   | Victoria                   | 2 | 244                   |
| 14   | Chyna                      | 1 | 214                   |
| 15   | Sable                      | 1 | 176                   |
| 16   | Jazz                       | 2 | 162                   |
| 17   | Lita                       | 4 | 160                   |
| 18   | Stephanie McMahon-Helmsley | 1 | 146                   |
| 19   | Bull Nakano                | 1 | 134                   |
| 20   | Layla                      | 1 | 131                   |
| 21   | Jacqueline                 | 2 | 117                   |
| 22   | Candice Michelle           | 1 | 105                   |
| 23   | Bertha Faye                | 1 | 57                    |
| 24   | Miss Kitty                 | 1 | 50                    |
| 25   | Leilani Kai                | 1 | 41                    |
| 26   | Debra                      | 1 | 29                    |
| 27   | Gail Kim                   | 1 | 28                    |
| 28   | Velvet McIntyre            | 1 | 6                     |
| 29   | Hervina                    | 1 | 1                     |